# 劉勝英
劉 勝英（りゅう しょうえい）は中国北京市の武術家。
人民解放軍最強部隊と言われる第38集団軍の終身武術教官。中央警備局国家領導人警衛隊（SP）教官。
薊州商氏北少林武術の正統継承者。
水滸伝の英雄、公孫勝に源を発するとされる商氏北少林拳の伝承者で、特に擒拿、散打に優れ、職業柄極めて多くの実戦を経験したが、一度も後れをとったことがないという。
1970 - 80年代には警備隊の部下を率いて自らも街頭に出、重大犯罪者十数名を含む五百人余りを逮捕した実績を持つ。

## 人物
薊州（天津北方）の盤山北少林寺にて、当地に伝承されていた少林拳の真伝を得た商士芝（1795 - 1880）の相伝弟子、李青の弟子。
アヘン戦争から太平洋戦争まで続いた戦乱、及びその後の文革によって、多くの武術家の命が失われ、多くの秘技が失伝した中で、北少林拳の正統を今に伝える唯一の人物。
6歳で李青に拝師。李青の弟子は他にもいたようであるが、真伝を受け、かつ文革集結までを生き残ったのは劉勝英ただ一人であった。
その後請われて人民解放軍の最精鋭部隊の武術教官に就任、後に終身教官の栄誉を受ける。また中国武術の実戦形式の訓練方法、及び試合形式である「散打」の成立にも関与した。
その実戦能力は極めて高く評価されており、現在中国の要人警護にも彼の武術が取り入れられている。
北少林の秘技である「七十二把神拿」を、ただ一人完全に伝承しているとされているが、これは軍から請われても教えることを断っている。
（軍・政府関係以外の）弟子には、武術家で北京市武術協会委員の蒋江文、京劇俳優の張来京、アクション俳優の于榮光（ユー・ロングァン）などがいる。